# Suspensión de pagos

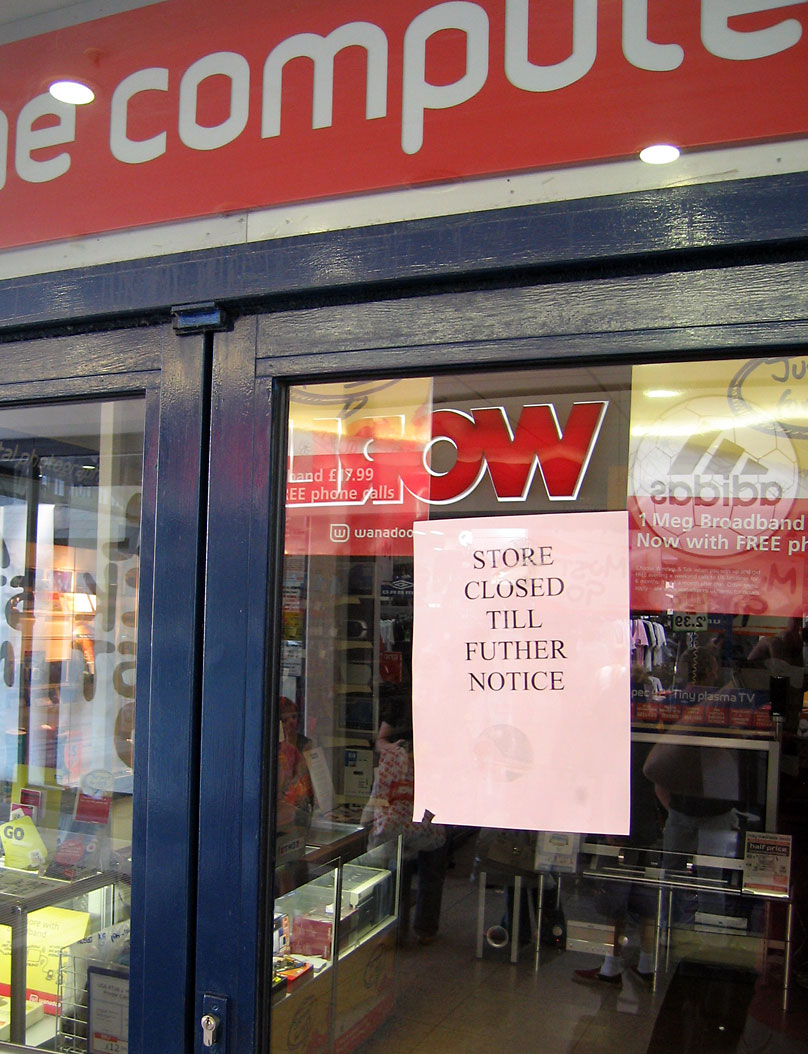
Suspendido por falta de pago

Se denomina suspensión de pagos, insolvencia, cesación de pagos o default (en inglés: debt moratorium, latín debitorum moratoria), a la situación concursal en la cual se encuentra una persona, o una familia, o una empresa, o una sociedad mercantil o Estado (llamado Impago soberano), cuando no puede pagar la totalidad de las deudas que tiene con sus acreedores por falta de liquidez o dinero en efectivo. Es un procedimiento que tiene por objeto llegar a un acuerdo entre el deudor y los acreedores, bajo supervisión judicial, sobre el modo en que se pagará.
La diferencia con la quiebra se encuentra en que en la suspensión, el deudor tiene suficientes activos para hacer frente a sus deudas, pero sus activos no son lo suficientemente líquidos. Por ejemplo, puede tener inmuebles o activos fijos por un valor superior a sus deudas, pero no puede pagar esas deudas vencidas en el momento. Por eso también se dice que la suspensión de pagos es una situación concursal temporal, mientras que la quiebra es definitiva.

## Descripción
Tradicionalmente se definía como el simple atraso en el pago por una falta transitoria de liquidez. Se planteaba un grave problema de prueba, ya que el hecho de que en el futuro pueda pagar es la prueba de la suspensión de pagos presente. Si en el futuro no puede pagar, en el presente no está en suspensión, sino en quiebra.
Básicamente, la suspensión de pagos se produce cuando en una actividad rentable se produce una falta de dinero líquido, por ejemplo, se ha retrasado en el pago uno de los deudores; se ha visto obligado a realizar una reparación extraordinaria y abonarla al contado, etc.
Desde estos criterios tradicionales se ha evolucionado a otro más abstracto, pero eficiente. La diferencia entre una quiebra y una suspensión de pagos reside en la capacidad de seguir haciendo frente a las obligaciones mercantiles normalmente. A modo de ejemplo, una fábrica tiene un valor muy superior a todo el pasivo, pero el único modo de pagar las deudas es vender las máquinas y el solar, conclusión: para pagar hay que disolver. En este caso no se trata de una suspensión, sino de una quiebra. Otro ejemplo: se consigue hacer frente a los pagos mediante créditos que no podrán pagarse. Se está ocultando una situación de quiebra con una falsa apariencia de solvencia mediante un pago anormal de las obligaciones.

## Soluciones a la suspensión de pagos
Tras un procedimiento judicial que puede ser distinto según la regulación específica de cada país, la suspensión de pagos tiene dos vías para solucionarse:
- Liquidación de activos de la sociedad: Sería el método más drástico, y normalmente se busca que la sociedad pueda seguir funcionando, para que todos los acreedores terminen cobrando sus créditos.
- Acuerdos con los acreedores: Se denominan acuerdos de quita y espera, dado que su contenido es reducir los créditos (quita) o atrasar sus vencimientos (espera). Muchas veces se llega a estos acuerdos, porque los acreedores prefieren cobrar parte o cobrar tarde que no cobrar (sobre todo si tienen que esperar a un procedimiento de liquidación de la sociedad).

## Regulaciones

### España
En España, la situación de suspensión de pagos se regula en el derecho concursal, que ha definido un procedimiento común para la tramitación de esta figura, de la quita y espera y de la quiebra.

### México
En México, la situación de suspensión de pagos se regulaba en la Ley de quiebras y suspensión de pagos, ley que quedó derogada mediante el artículo transitorio segundo de la Ley de concursos mercantiles, publicada en el Diario Oficial de la Federación el 12 de mayo de 2000. Por lo anterior, únicamente en México tiene aplicación la Ley de quiebras y suspensión de pagos en aquellos procedimientos concursales iniciados con anterioridad a la vigencia de la Ley de concursos mercantiles.
La Ley de Concursos Mercantiles tiene como objetivo central la conservación de la Empresa y llevar a cabo el procedimiento de liquidación otorgando un trato equitativo al comerciante y a sus acreedores.